# Nuits d'ivresse printanière
Pour plus de détails, voir Fiche technique et Distribution.
Nuits d'ivresse printanière (chinois simplifié : 春风沉醉的晚上 ; chinois traditionnel : 春風沉醉的晚上 ; pinyin : Chūn fēng chén zuì de wǎn shàng) (Chun feng chen zui de ye wande) est un film chinois de Lou Ye présenté en mai 2009 en sélection officielle au Festival de Cannes 2009, où il obtient le prix du scénario (décerné à Mei Feng).

## Synopsis
Nankin, Chine, Printemps 2007. Engagés par la femme de Wang Ping pour espionner ses relations passionnelles avec un jeune homme, Luo Haitao et sa petite amie se retrouvent aspirés par cette relation passionnelle.
Submergés par le tourbillon des sulfureuses nuits d’ivresse printanières, tous trois se retrouvent en proie à une exaltante folie des sens, un mal dangereux qui détruit les cœurs et égare les esprits.
Une belle histoire érotique de « ménage à trois », qui nous fait voyager aux confins de la jalousie et de l’obsession amoureuse.

## Fiche technique
- Titre : Nuits d'ivresse printanière
- Titre original : 春风沉醉的晚上 (Chūn fēng chén zuì de wǎn shàng)
- Titre anglais : Spring Fever
- Réalisation : Lou Ye
- Scénario : Mei Feng
- Directeur de la photographie : Jian Zeng
- Montage : Robin Weng, Zeng Jian, Florence Bresson
- Musique : Peyman Yazdanian
- Langue : anglais, mandarin
- Producteurs : Nai An, Sylvain Bursztejn, Lou Ye
- Production : Rosem Films
- Genre : Drame
- Sortie : 20 mai 2009 en France
- Durée : 115 minutes

## Distribution
- Qin Hao (en) : Jiang Cheng
- Chen Sicheng : Luo Haitao
- Tan Zhuo : Li Jing
- Wu Wei : Wang Ping
- Jiang Jiaqi : Lin Xue